# (32827) 1992 DF1
(32827) 1992 DF1 es un asteroide perteneciente a los asteroides que cruzan la órbita de Marte descubierto el 28 de febrero de 1992 por el equipo del Spacewatch desde el Observatorio Nacional de Kitt Peak, Arizona, Estados Unidos.

## Designación y nombre
Designado provisionalmente como 1992 DF1.

## Características orbitales
1992 DF1 está situado a una distancia media del Sol de 2,282 ua, pudiendo alejarse hasta 2,992 ua y acercarse hasta 1,572 ua. Su excentricidad es 0,311 y la inclinación orbital 21,184 grados. Emplea 1259,03 días en completar una órbita alrededor del Sol.

## Características físicas
La magnitud absoluta de 1992 DF1 es 18,7. Tiene 2,367 km de diámetro y su albedo se estima en 0,315.